# ТЕЦ Кашима
ТЕЦ „Кашима“ (на японски: 鹿島火力発電所) е голяма електрическа централа, захранвана с петрол, в Камису, Ибараки, Япония. Централата е с мощност 4400 MW, генерирани с две турбини по 1000 MW и 4 по 600 MW.